# Medi 1 TV
Medi 1 TV (arabe : مدي 1 تي في ; anciennement Medi 1 Sat) est une chaîne de télévision d’information en continu marocaine, créée le 1er décembre 2006. Elle émet ses programmes depuis Tanger. La chaîne est orientée vers le Maghreb depuis sa création, vers l'Afrique francophone depuis le 1er février 2016 (Medi 1 TV Afrique), et vers le Monde arabe depuis le 26 mars 2019 (Medi 1 TV Arabic). 

## Histoire de la chaîne
Lancée le 1er décembre 2006, sous le nom de Medi 1 sat, la chaîne fut au début créée par les pouvoirs publics marocains et français, afin de promouvoir les cultures francophone et maghrébine dans la région de l'Afrique du Nord et dans tout le bassin méditerranéen. Elle a été dotée d'un capital de 15 millions d'euros pour accompagner ses premiers pas, dont 56 % était détenu par Maroc Telecom et la CDG. Le reste des parts de participation revenait à des actionnaires français (30 %) ainsi qu'à la radio Medi 1 (14 %). 
Le 16 septembre 2008, la chaîne devient marocaine à 100 % après l'annonce de l'acquisition des parts françaises par la CDG. Le 4 janvier 2010, quatre nouveaux actionnaires ont fait leur entrée dans le capital de la chaîne tangéroise. Il s'agit des assurances MAMDA et MCMA, CIMR et le groupe des banques populaires.
Ainsi, le conseil d'administration de la chaîne est désormais composé de Abbas Azzouzi, en tant que nouveau président-directeur général de Medi 1 Sat, Amine Benhalima, représentant de Fipar Holding (filiale de la CDG), Abed Yaacoubi Soussane, représentant de la MAMDA/MCMA, Khalid Cheddadi, représentant de la CIMR, Anass Houir Alami, directeur général de la CDG et Abdeslam Ahizoune, président du directoire de Maroc Telecom.
Le 30 octobre 2010 à 21 h 20, Medi 1 sat change de nom et devient Medi 1 TV. La chaîne est désormais généraliste avec une nouvelle grille. L'audience de la chaîne est multipliée par 10 en l'espace de 3 ans pour atteindre 7,5 %. 
À la suite de l'entrée de deux nouveaux actionnaires (Nekst Investments et Steeds medias), la chaîne signe un nouveau cahier des charges. Medi1 TV devient un service télévisuel privé, à vocation nationale et internationale.  
Le 1er février 2016, la programmation est recentrée sur l'information. Abbas Azzouzi annonce une réorientation de la chaîne vers l'Afrique francophone avec le lancement d'un second canal.  
Depuis le 27 juin 2016, Hassan Khiyar, également PDG de Medi 1 radio, est à la tête de la chaîne après la démission d'Abbas Azzouzi. Cette nomination est effectuée en vue de « faire évoluer le modèle de gouvernance de Medi 1 TV avec un repositionnement stratégique en tant que chaîne d'information continue et permanente, éditée en partenariat avec Radio Méditerranée Internationale [Medi 1 radio] dans le cadre d'un projet unique à vocation nationale, régionale et internationale ».  
Le 3 février 2017, Medi 1 TV renouvelle son habillage. Le logo, la totalité des génériques et des synthés sont modernisés pour fêter les dix ans de la chaîne.
En 2021, dans le cadre de la restructuration de l'audiovisuel public, CDG Invest, filiale de la CDG, devient l'unique actionnaire de Medi 1 TV. Cette étape est le préalable de la prise de contrôle de la chaîne par la SNRT, mettant ainsi Medi 1 TV dans le giron public.

## Programmes
Bilingue (arabe & français), la chaîne diffuse des journaux télévisés, des magazines, des débats (talk-shows), des reportages et des documentaires touchant des sujets divers et variés. La chaîne Medi 1 TV s'intéresse en particulier à l’actualité régionale du Maghreb et de l'Afrique francophone. Elle émet 24 heures sur 24 et sept jours sur sept.
Sa grille s'est enrichie depuis le 30 octobre 2010 de nouvelles émissions et documentaires. La chaîne se veut généraliste mais l'information reste le pilier de la chaîne.

## Diffusion
Medi 1 TV est diffusée en DVB-S MPEG-2 clair 24h/24 via les satellites Hot Bird 6, Nilesat 102. Elle est aussi diffusée en France sur le câble et l'ADSL et disponible sur Internet en se connectant sur son site officiel.
Depuis le 30 octobre 2010 à 20 h 20 GMT, Medi 1 sat devient Medi 1 TV. Ce changement de nom traduit aussi sa diffusion sur le réseau analogique hertzien, étant ainsi disponible sur la chaine numéro 3 jusqu'à la date de fermeture de la télévision analogique au Maroc le 17 juin 2015.
Dans le respect de l’engagement international du Maroc en matière de libération des fréquences analogiques hertziennes, Medi 1 TV signe un accord avec la SNRT qui lui permet d'être diffusée sur le réseau TNT depuis le 17 juin 2015.
Dès mars 2017, la chaîne est offerte sur le bouquet Canal+ Afrique.

## Identité visuelle

Evolution de l'identité visuelle
Logo de Medi 1 sat
Logo de Medi 1 TV jusqu'au 3 février 2017
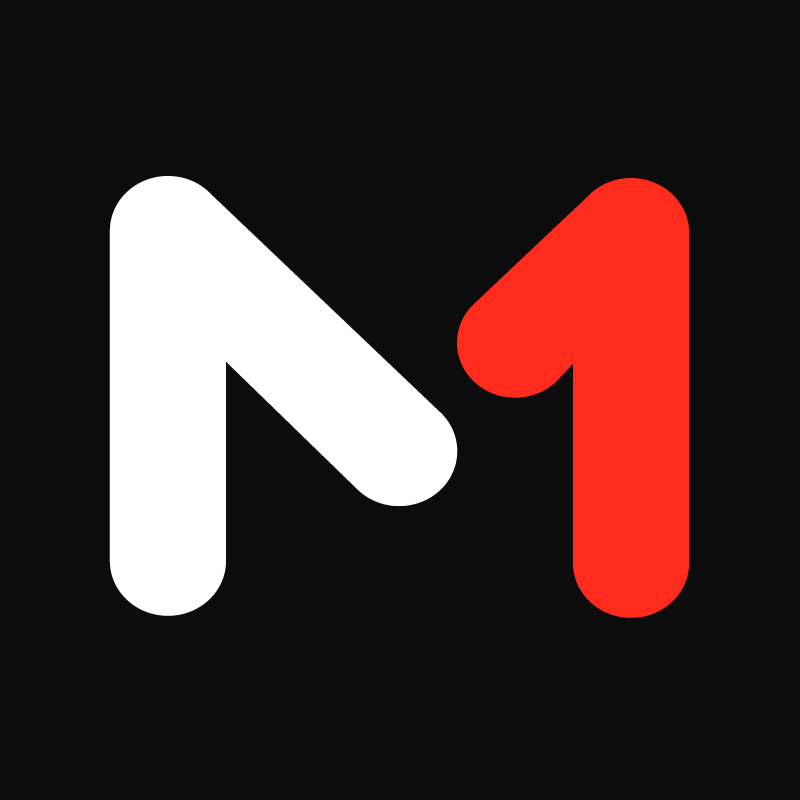
Logo de Medi 1 TV depuis 2017